# Anàlisi d'impedància bioelèctrica
L'anàlisi d'impedància bioelèctrica (BIA, de l'anglès bioelectrical impedance analysis) és un mètode electrofisiològic per a l'estudi de la composició corporal que es basa en la naturalesa de la conducció del corrent elèctric a través dels teixits biològics. És un mètode segur, ja que utilitza una freqüència de 50 kHz que no és suficient per estimular els teixits elèctricament excitables, el corrent és imperceptible.
La utilització de l'anàlisi d'impedància bioelèctrica es presenta com una eina precisa i fiable per avaluar l'aigua corporal total i la composició corporal, sempre que no s'alterin els factors fisiològics i d'hidratació de la persona a qui es fa la mesura. Aquest mètode ha assolit en l'actualitat un paper destacat a les ciències de la salut, en ser un mètode no invasiu, que requereix només uns pocs minuts, i d'aplicació senzilla en qualsevol context. S'utilitza en condicions cròniques com ara el càncer i la cirrosi hepàtica, en infeccions com la del VIH, i també per fer diàlisis.
El mètode mesura la impedància o oposició al flux d'un corrent elèctric a través dels líquids corporals fonamentalment al teixit lliure de greix i al teixit adipós. La impedància és baixa en el teixit lliure de greix, on es troben principalment líquids intercel·lulars i electròlits, i alta en el teixit adipós. Per això és proporcional a l'aigua total del cos o TBW (Total Body Water).
A la pràctica, aquest petit corrent, típicament de 800 μA i 50 kHz, passa pels elèctrodes travessant el cos i la caiguda de voltatge entre els elèctrodes proporciona una mesura de la impedància. Les equacions de predicció, generades prèviament correlacionant les mesures d'impedància contra una estimació independent del TBW, s'utilitzen posteriorment per a convertir la impedància mesurada en una estimació corresponent del TBW. La massa corporal lliure de greix es calcula llavors des d'aquesta estimació utilitzant una fracció d'hidratació suposada per al teixit magre, i la massa adiposa com la diferència entre el pes corporal i la massa corporal lliure de greix.